# Іспанський в'язень
Іспанський в'язень (англ. The Spanish Prisoner) — американський пригодницький фільм 1997 року режисера Девіда Мемета. У 1999 році фільм був номінований на премію Едгара Алана По в категорії за найкращий кіносценарій.

## Сюжет
Джо Росс — геніальний винахідник, що працює на велику промислову компанію, для якої він розробляє якийсь «процес», що перетворює світовий ринок в слухняну маріонетку. Навіть за попередніми розрахунками винахід молодого вченого всього за кілька років здатне принести компанії запаморочливу суму чистого прибутку. Не дивно, що настільки перспективною розробкою негайно зацікавились численні конкуренти, і Джо в кінцевому підсумку виявляється залучений в грандіозну шпигунську аферу.

## У ролях
| Актор            | Роль                         |
| ---------------- | ---------------------------- |
| Кемпбелл Скотт   | Джо Росс                     |
| Стів Мартін      | Джиммі Делл                  |
| Ребекка Піджон   | Сюзен                        |
| Бен Газзара      | містер Клейн                 |
| Ріккі Джей       | Джордж Ленг                  |
| Фелісіті Гаффман | агент ФБР Маккан             |
| Ед О'Нілл        | керівник команди агентів ФБР |
| Такео Мацушита   | маршал                       |
| Кларк Ґреґґ      | снайпер ФБР                  |